# Vivian Kong
Vivian Kong (chinês tradicional: 江旻憓; 8 de fevereiro de 1994) é uma esgrimista hongconguesa, campeã olímpica.

## Carreira
Kong nasceu em Hong Kong, mas viveu no Canadá entre os dois e os seis anos de idade. Antes de começar a praticar esgrima, ela se dedicou ao balé e ao taekwondo. Ela começou a esgrima aos onze anos e escolheu a espada, afirmando que era "combinada a velocidade do taekwondo e a graça do balé".
Ela completou seus estudos secundários no Sha Tin College e se formou na Universidade de Stanford com bacharelado em relações internacionais. Em 2024, ela está estudando para obter o título de Doutora em Direito na Faculdade de Direito da Universidade Chinesa de Hong Kong. Kong tirou um período sabático para se preparar para as Olimpíadas e já havia recusado uma oferta para representar o Canadá.
Kong competiu nos Jogos Olímpicos do Rio de Janeiro em 2016 e nos Jogos Olímpicos de Tóquio em 2020. Ela se tornou a primeira esgrimista de Hong Kong a ganhar um título de Copa do Mundo ao vencer a Copa do Mundo de Épée Feminina da FIE em Havana, Cuba, em janeiro de 2019. Nos Jogos Olímpicos de Verão de 2024, em Paris, conquistou a medalha de ouro na disputa de espada individual feminina.